# Witraż

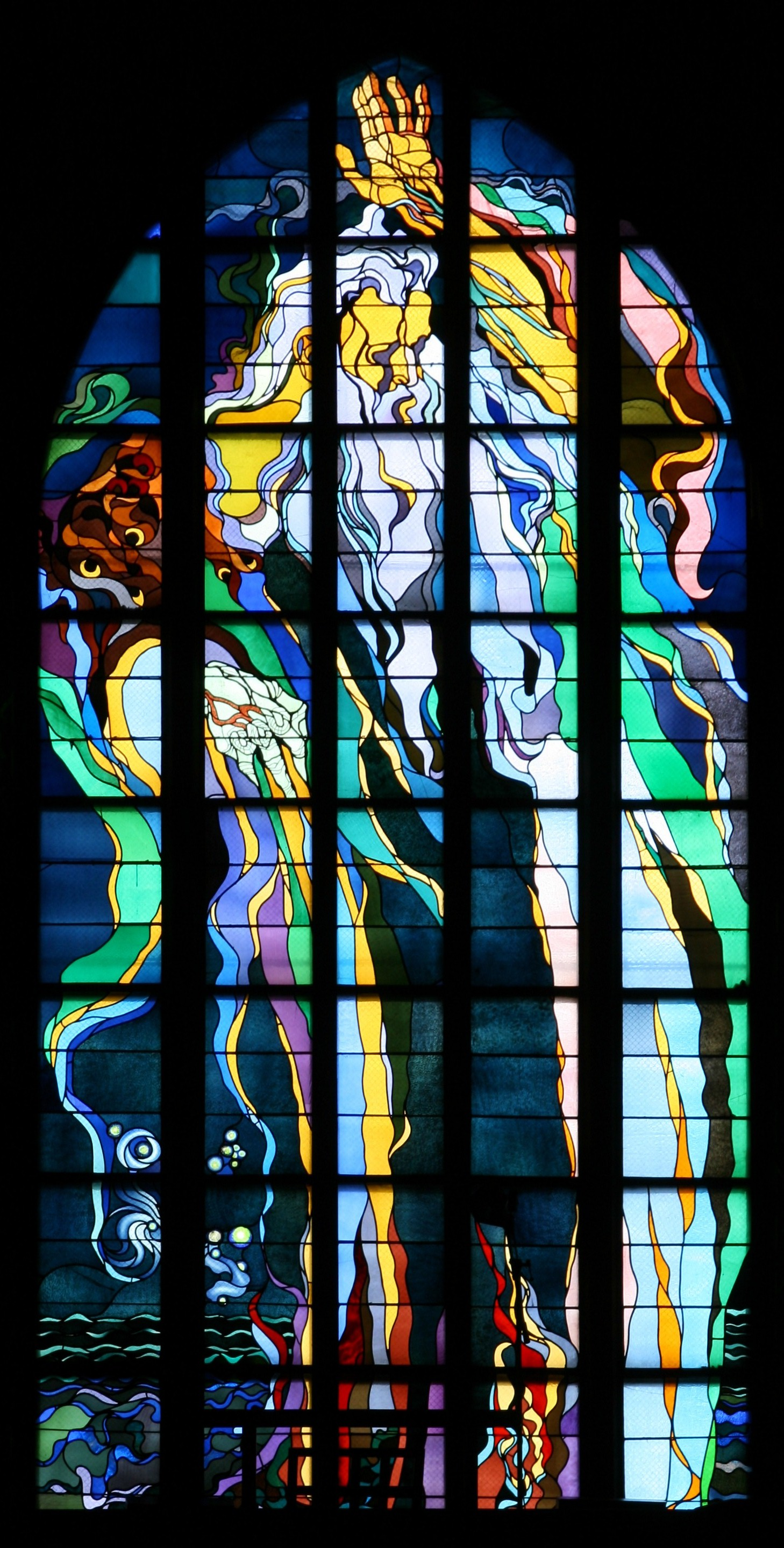
Witraż Bóg Ojciec z kościoła franciszkanów w Krakowie, projektu Stanisława Wyspiańskiego

Witraż – ozdobne wypełnienie okna, wykonane z kawałków kolorowego szkła wprawianych w ołowiane ramki osadzone między żelaznymi sztabami. Ramki stanowią kontur rysunku, kreskowanie na szkle lub malowanie na nim przeźroczystymi farbami oddaje charakterystyczne elementy (głowę, oczy, ręce, fałdowanie szat, cieniowanie figur). Witraże stosowano głównie w budownictwie sakralnym. Technika witrażu znana była w starożytności, jednak została rozpowszechniona od wczesnego średniowiecza, a rozwinęła się w sztuce gotyckiej. Renesans witrażownictwa nastąpił na przełomie wieków XIX i XX w sztuce secesji.
Największy w Europie witraż (212 m²) znajduje się w kościele Najświętszego Serca Jezusa Chrystusa w Rypinie.

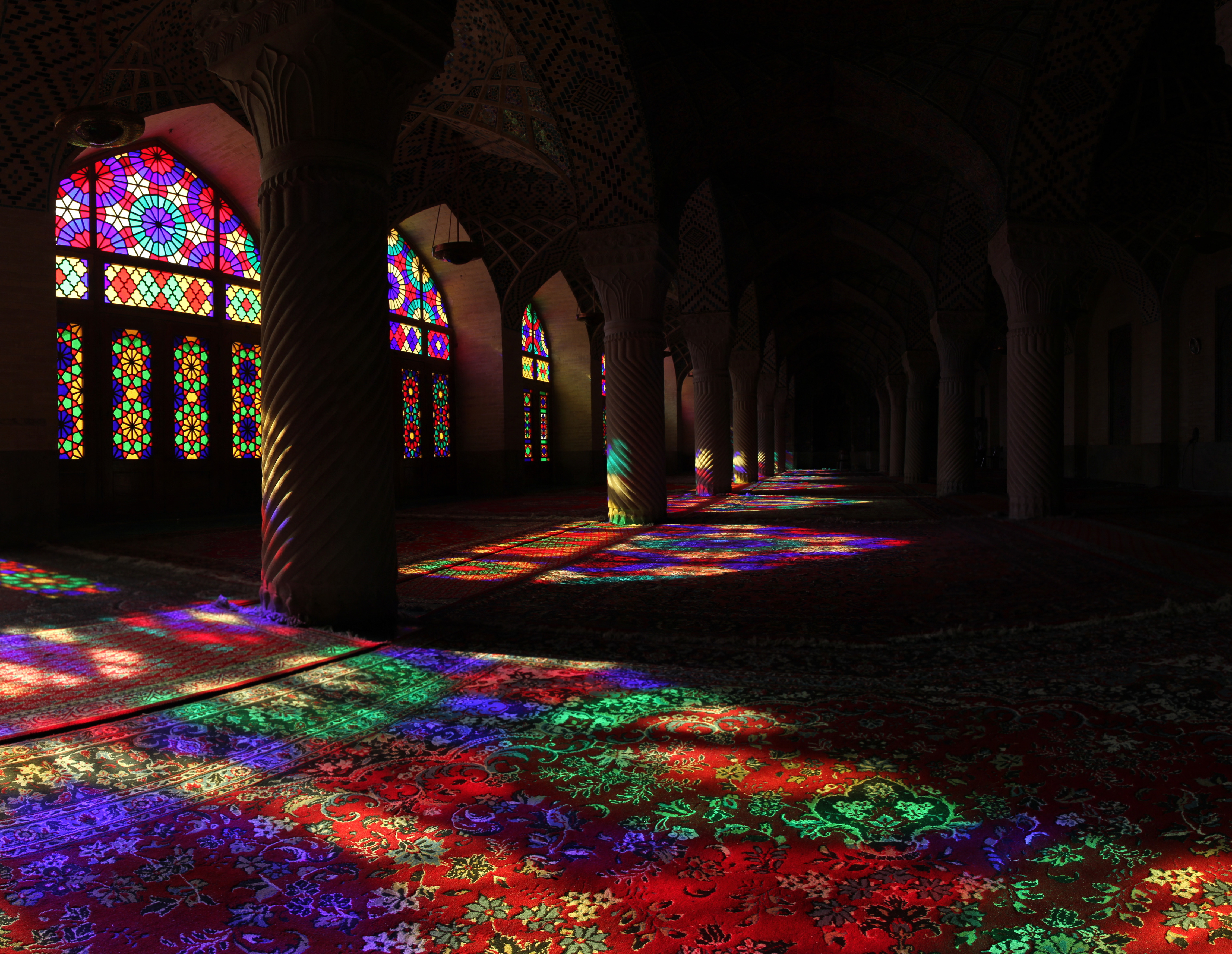
Witraże z Różowego Meczetu w Szirazie w Iranie i przechodzące przez nie światło

## Historia
Do powstania techniki witrażu najprawdopodobniej przyczyniły się bizantyńskie mozaiki. W Europie pierwsze witraże pojawiły się w średniowieczu, w X wieku w Reims (Francja), a także w Niemczech, skąd pochodzi najstarszy udokumentowany fragment witrażu – tzw. okrąg z Wissenburga datowany na IX wiek. Samo użycie barwnych szkieł w oknach miało miejsce już w VI wieku. Rozkwit witrażownictwa nastąpił w okresie gotyku.
Do Polski technika ta trafiła dopiero w XIV wieku. Jednym z pierwszych i największych ośrodków produkcji witrażu był Toruń, leżący wtedy w państwie krzyżackim. Witraże wyrabiane od lat. 30. XIV w. w warsztatach toruńskich cechowały się wysokim poziomem artystycznym, powstawały też na zamówienie biskupów, władz zakonu krzyżackiego. Do dziś zachowało się tu wiele przykładów wysokiej klasy artystycznej XIV- i XV-wiecznych kwater witrażowych produkcji toruńskiej, m.in. eksponowanych na stałej wystawie Galerii Sztuki Gotyckiej w Ratuszu Staromiejskim (to największy w Polsce zbiór muzealny witraży gotyckich). Najważniejszym ośrodkiem na początku był Kraków, gdzie do dziś zachowały się największe i najcenniejsze zespoły witraży gotyckich w Polsce – m.in. ok. 115 kwater w oknach absydy kościoła Mariackiego, ok. 20 szyb z klasztoru dominikańskiego, 45 szyb z kościoła Bożego Ciała. W Toruniu znajduje się ok. 50 kwater w muzeum w Ratuszu Staromiejskim (pierwotnie w kościołach: franciszkańskim na Starym Mieście, dominikańskim na Nowym Mieście, farnym w Chełmnie), a w katedrze we Włocławku (także z warsztatów toruńskich) ok. 20 kwater.
Za najbardziej znanych polskich twórców witraży uznawani są Józef Mehoffer i Stanisław Wyspiański. Pierwszy z nich dzięki wygraniu konkursu na projekt witraży do szwajcarskiej katedry św. Mikołaja we Fryburgu. W XX wieku witraże tworzyli m.in. Jerzy Nowosielski, Adam Stalony Dobrzański, Edward Kwiatkowski, Teresa Maria Reklewska, Wiktor Ostrzołek.
Technika konserwacji zabytkowych witraży została opracowana przez Edwarda Kwiatkowskiego na Wydziale Sztuk Pięknych Uniwersytetu Mikołaja Kopernika w Toruniu i opublikowana w 1956.

## Technika
W pierwszym okresie rozwoju witrażownictwa – od X do XVI wieku – posługiwano się szkłem barwionym przez topienie masy szklanej razem z tlenkami metali. Pierwotnie, w okresie antycznym, barwione szkło miało naśladować kamienie szlachetne i półszlachetne, a jego cena była porównywalna z wartością klejnotów. Szklane elementy wycinano za pomocą rozgrzanego metalowego pręta. Proces produkcji szklanych tafli jest w niezmienionej formie stosowany do dzisiaj, a polega na ręcznym wydmuchaniu dużej bańki szkła a następnie rozcięciu jej i rozciągnięciu do odpowiedniego rozmiaru. Szkła wykonywane ręcznie, zwłaszcza te z wczesnego okresu średniowiecza charakteryzują się smugami, niejednorodnością oraz zróżnicowaną grubością tafli. Malowanie ograniczało się do rysowania detali konturem (niskotopliwą nietransparentną farbą) i uzyskiwanie półcieni  za pomocą patyn (szarej lub brązowej).
W okresie drugim, od XVI wieku do czasów współczesnych, rozpowszechniło się malowanie szkła farbami szkliwnymi, niskotopliwymi, utrwalanymi poprzez wypalanie farby. Technika ta pozwalała na osiągnięcie pełnej gamy barw oraz precyzyjnego rysunku przedstawienia.

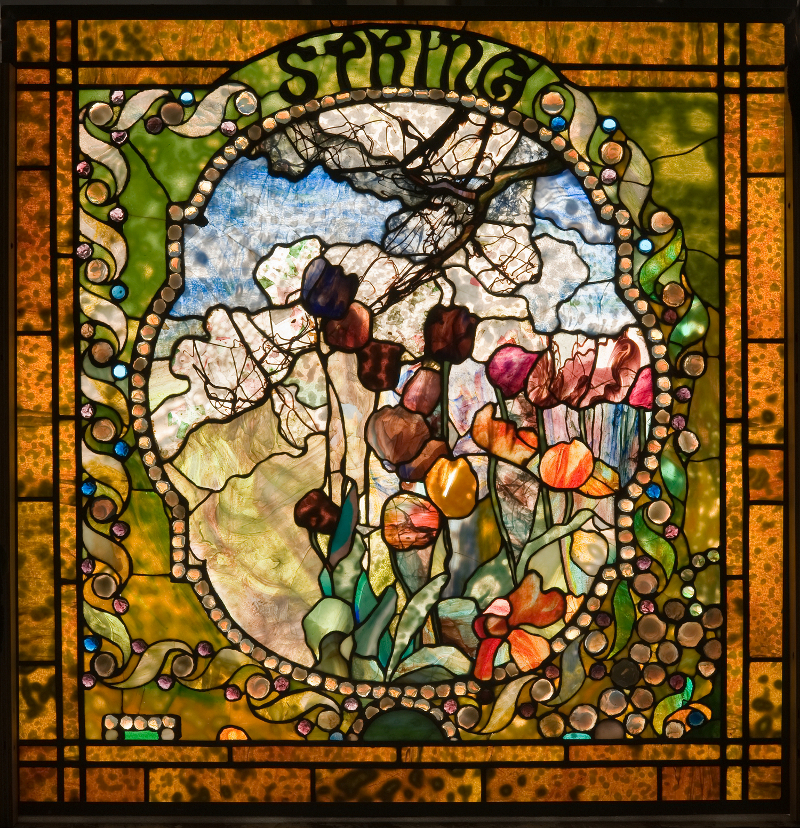
Przykład użycia szkła opracowanego przez Louisa Comforta Tiffany`ego - łączącego kilka kolorów, tutaj również z zatopionymi szklanymi nitkami

Na przełomie XIX i XX wieku Louis Comfort Tiffany wynalazł nowe rodzaje szkła, tak zwane szkło opakowe (nieprzeźroczyste i półprzeźroczyste), oraz szkło irydyzowane (słynne szkło Favrile). Na jednej tafli szklanej łączył kilka kolorów, które przenikały się nawzajem i tworzyły smugi. Dzięki temu mógł ograniczyć malowanie szkła, a wiele detali oddawał przez dobór odpowiednich fragmentów szkła. Zabieg ten dodawał lekkości kompozycji witraży, przy zachowaniu głębi koloru wynikającego z barwienia szkła w masie. Tiffany wprowadził także nową, trwalszą i bardziej finezyjną, technikę łączenia szkieł witrażowych – przez owijanie elementów folią miedzianą i lutowanie cyną, którą stosował głównie przy wykonywaniu słynnych lamp Tiffany`ego.

## Galeria

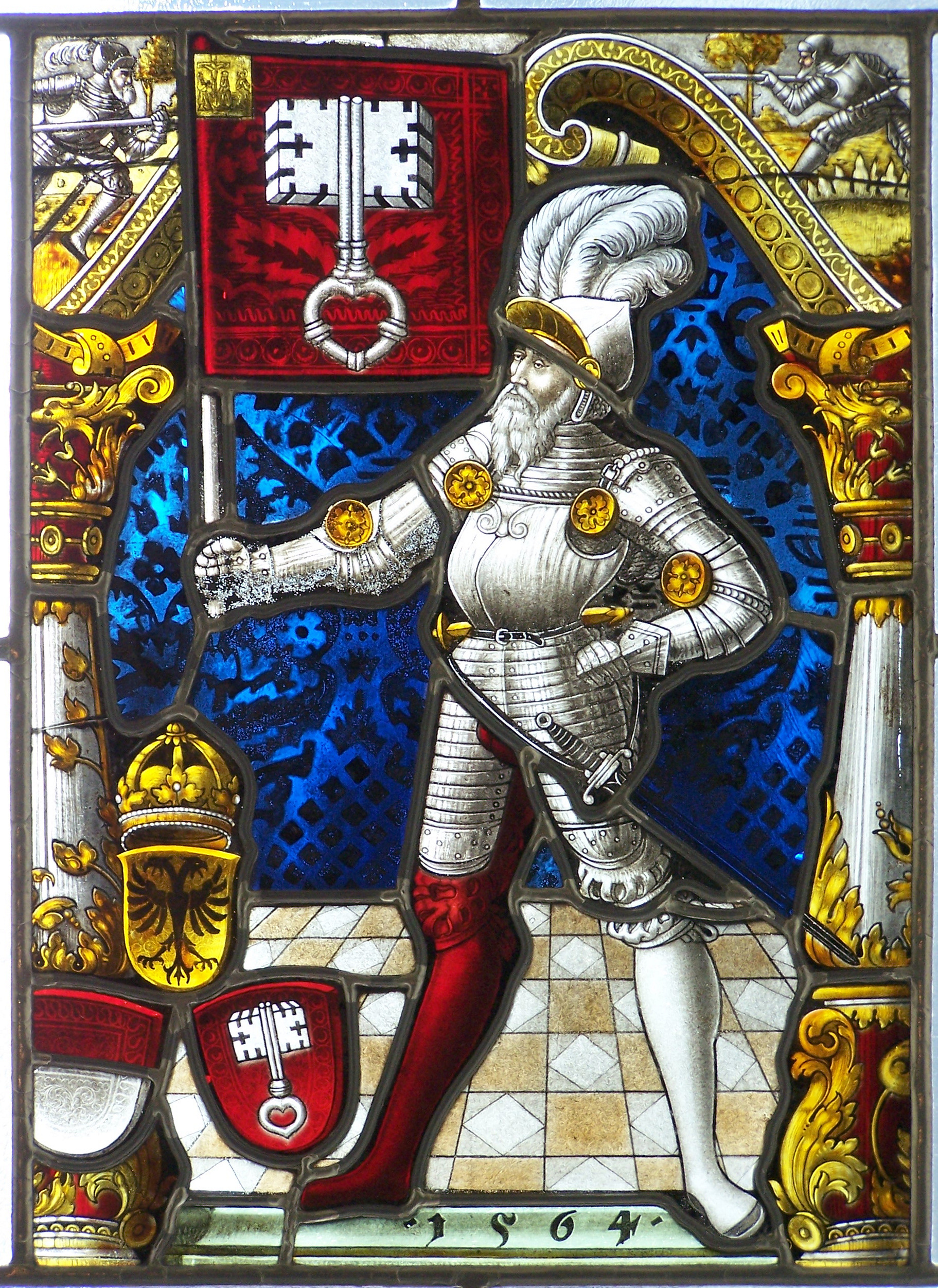
Witraż na zamku książąt Sułkowskich w Bielsku-Białej
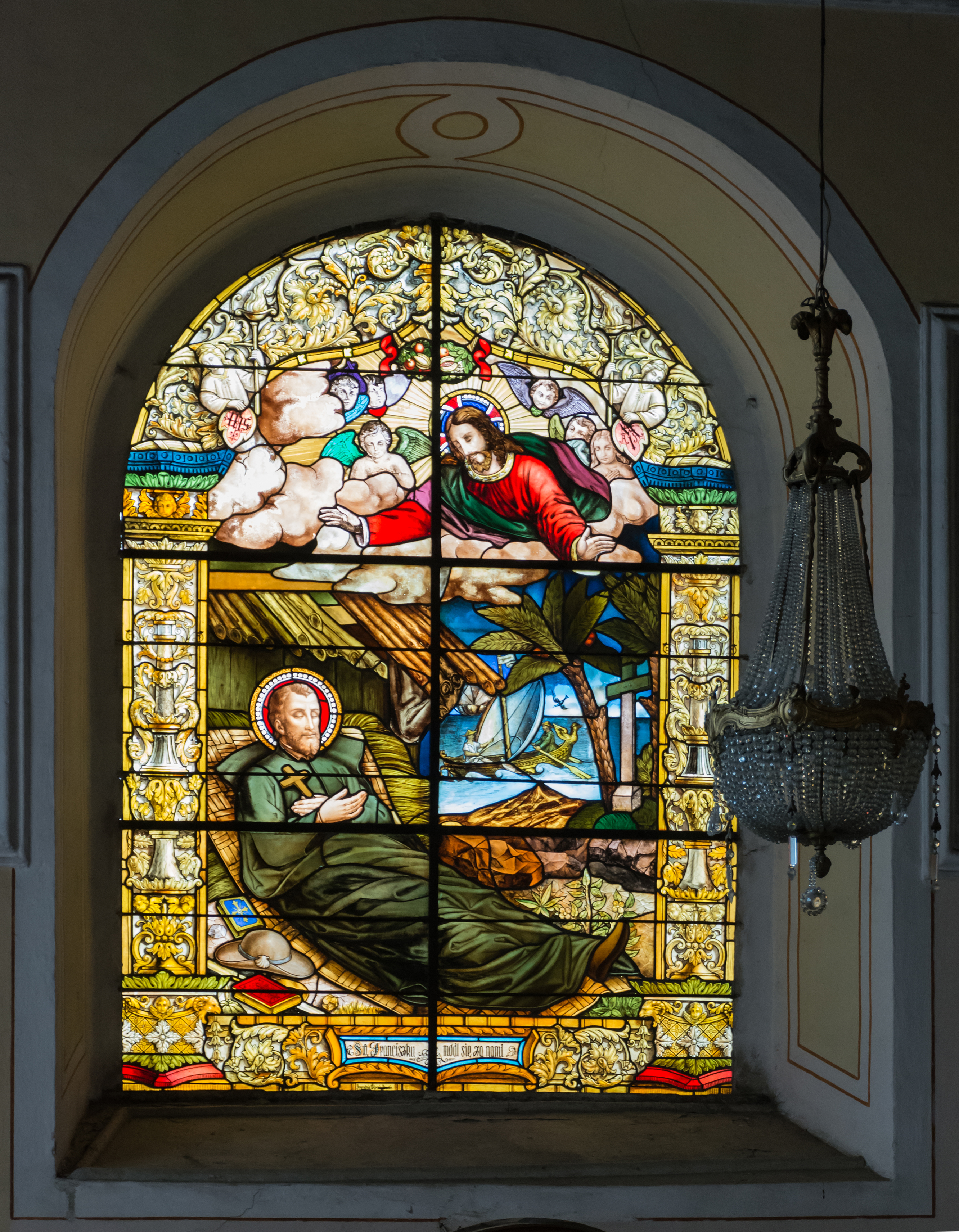
Witraż w kościele w Ścinawce Średniej
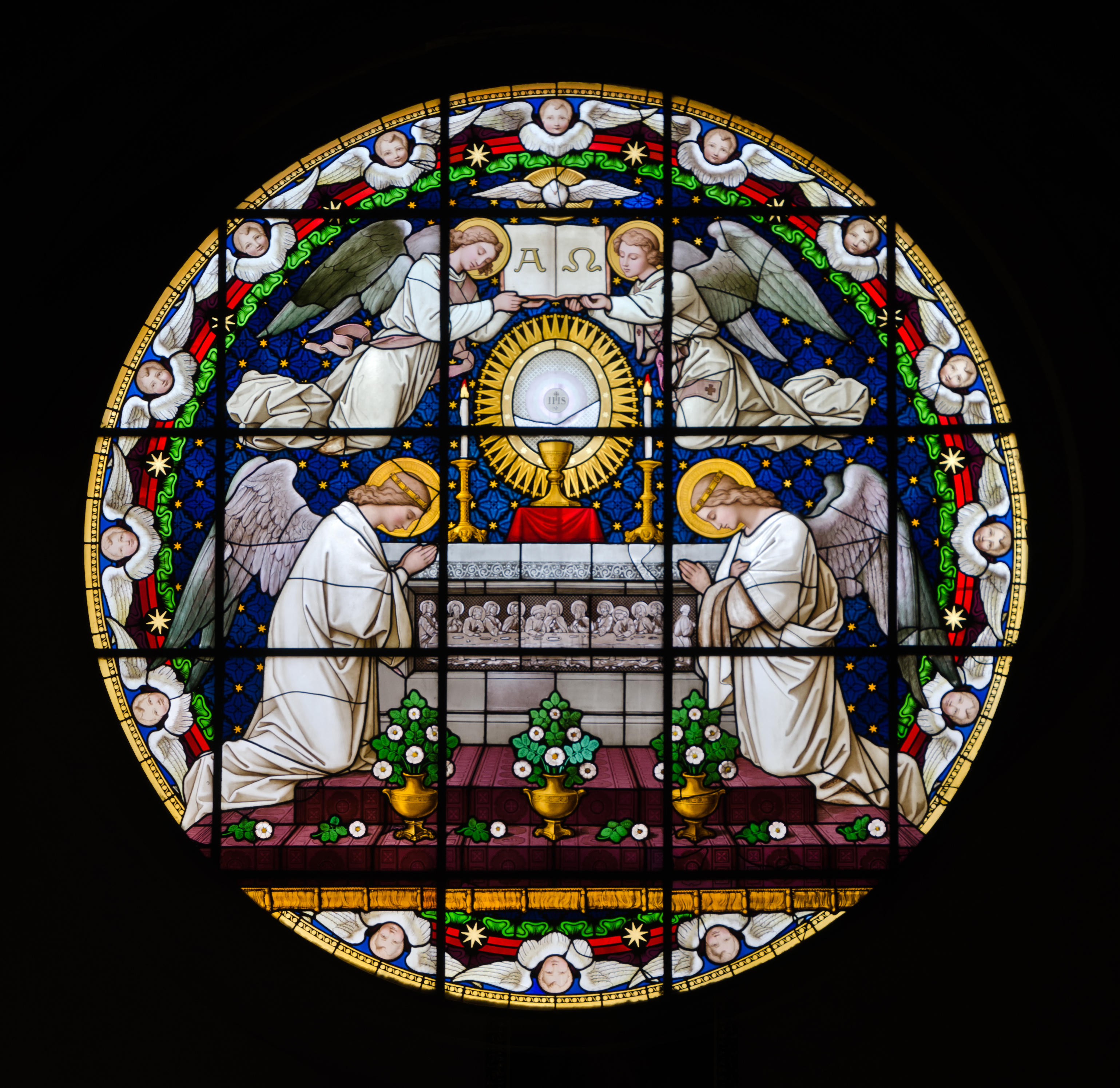
Witraż w nyskim kościele św. Jakuba i św. Agnieszki
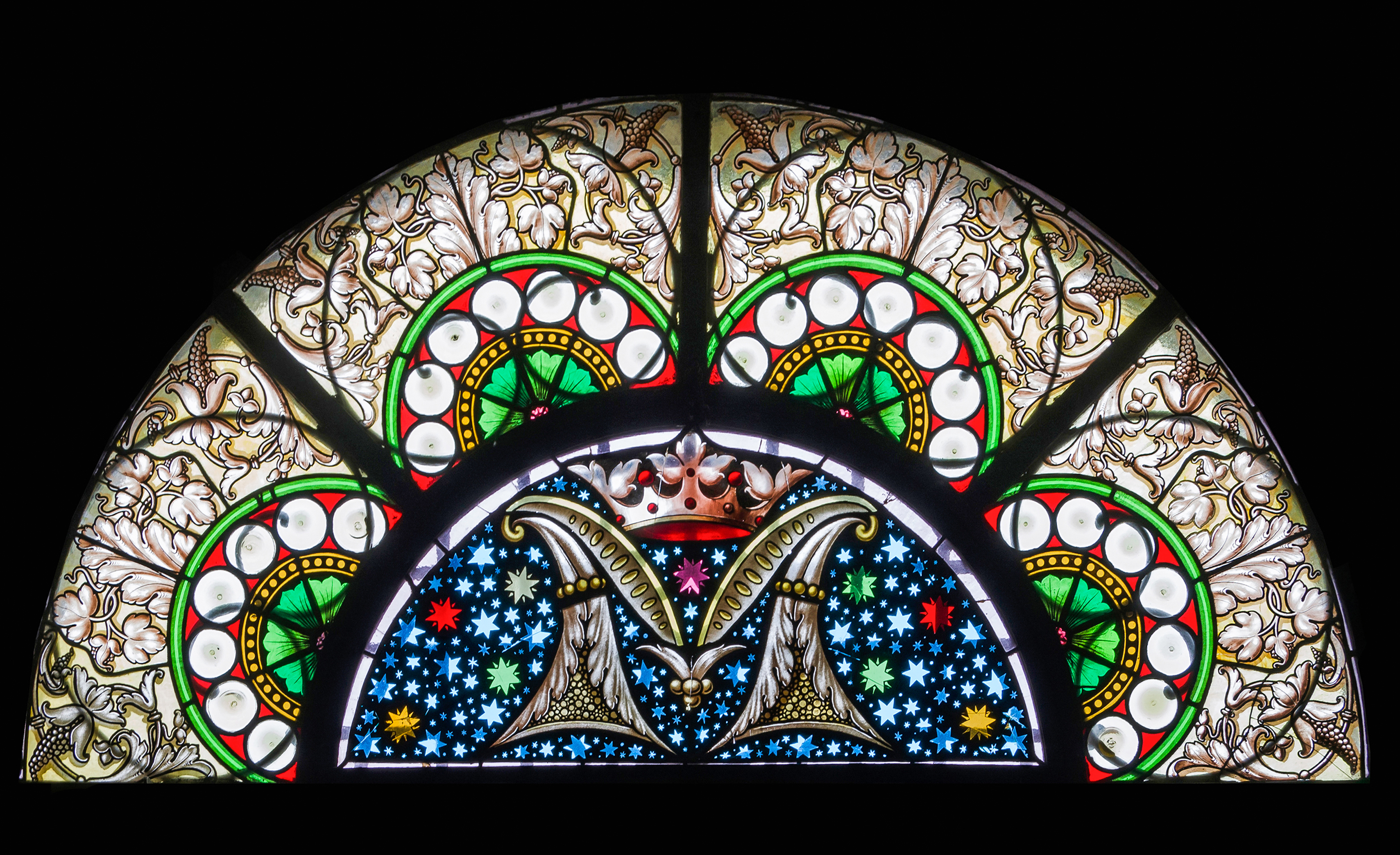
Witraż nad głównym wejściem w kościele Matki Bożej Różańcowej w Kłodzku
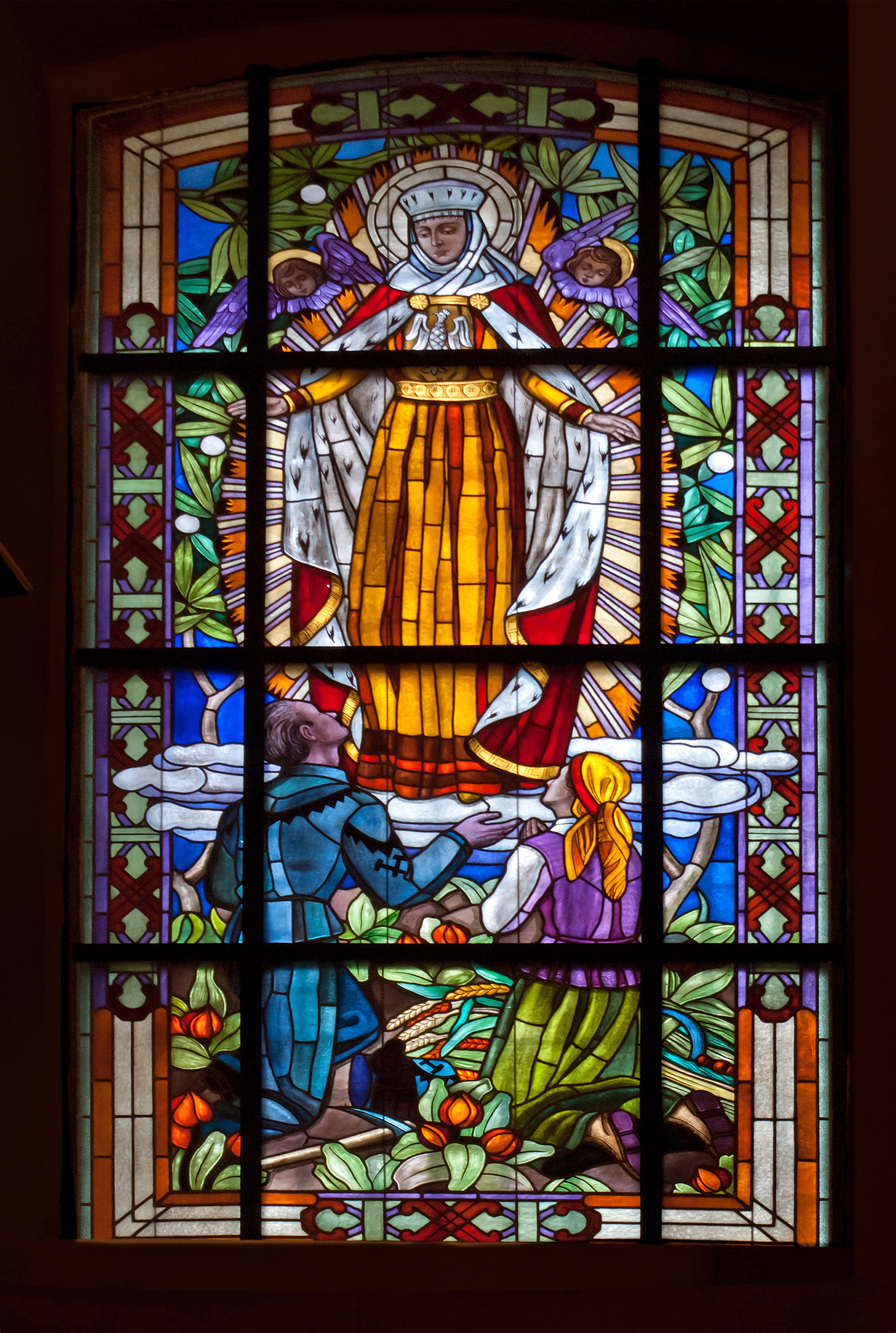
Witraż w kościele św. Wawrzyńca w Rymanowie
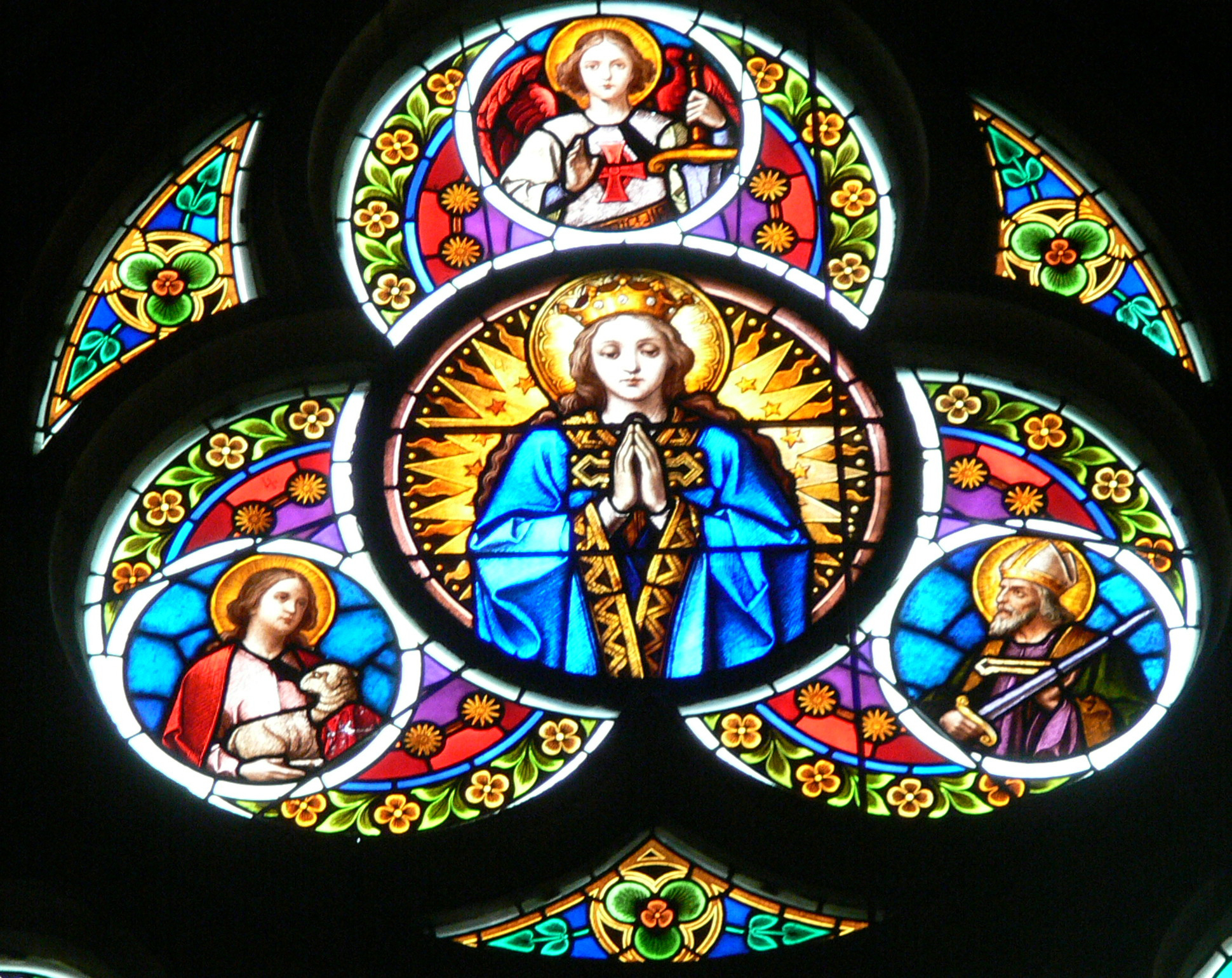
Nowa Katedra w Linzu: archanioł Michał, święci Agnieszka i Maksymilian, w centrum Maryja
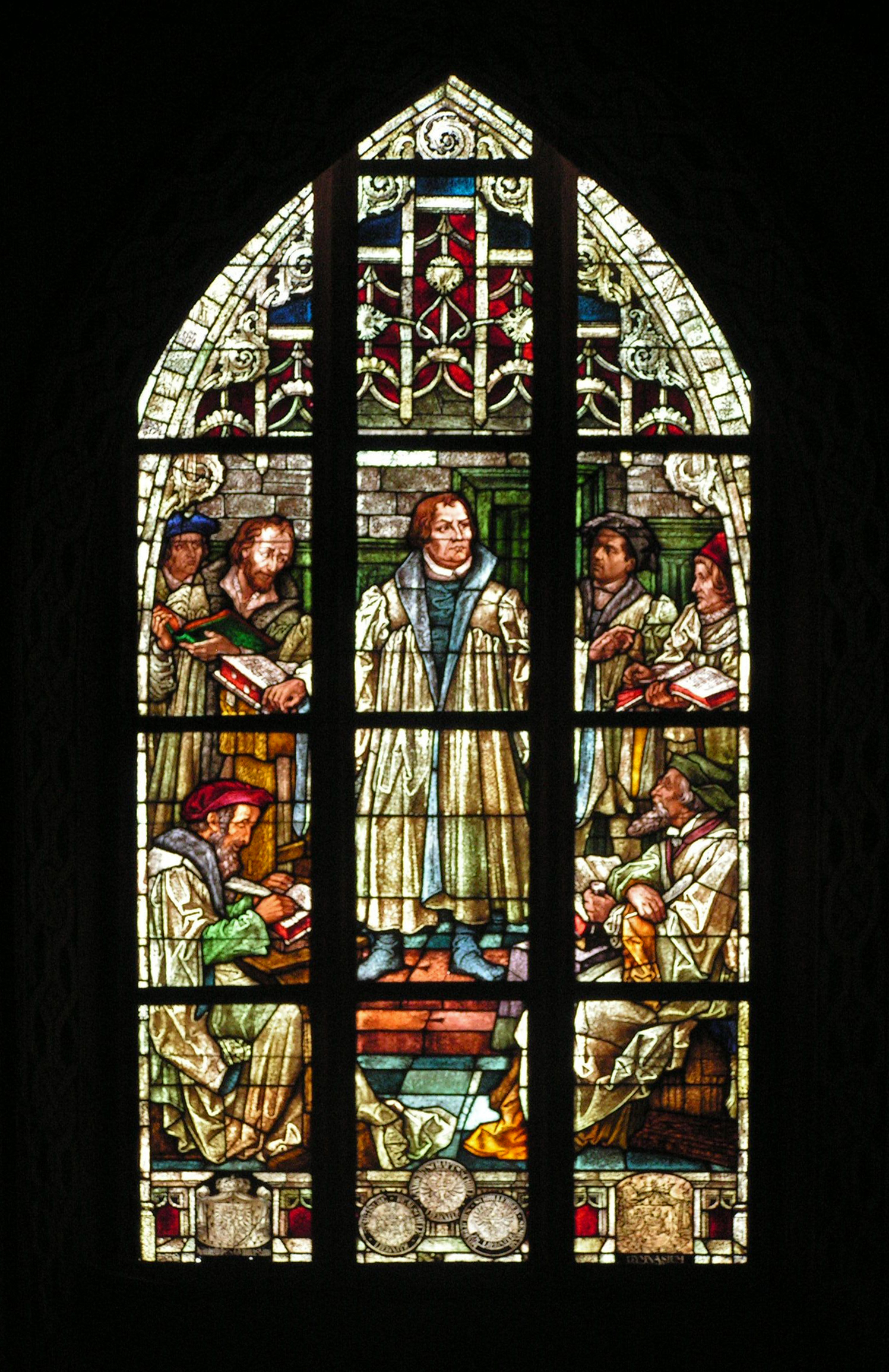
Witraż w kościele Marii Panny w Legnicy
Witraż w kościele Ducha Świętego we Wrocławiu
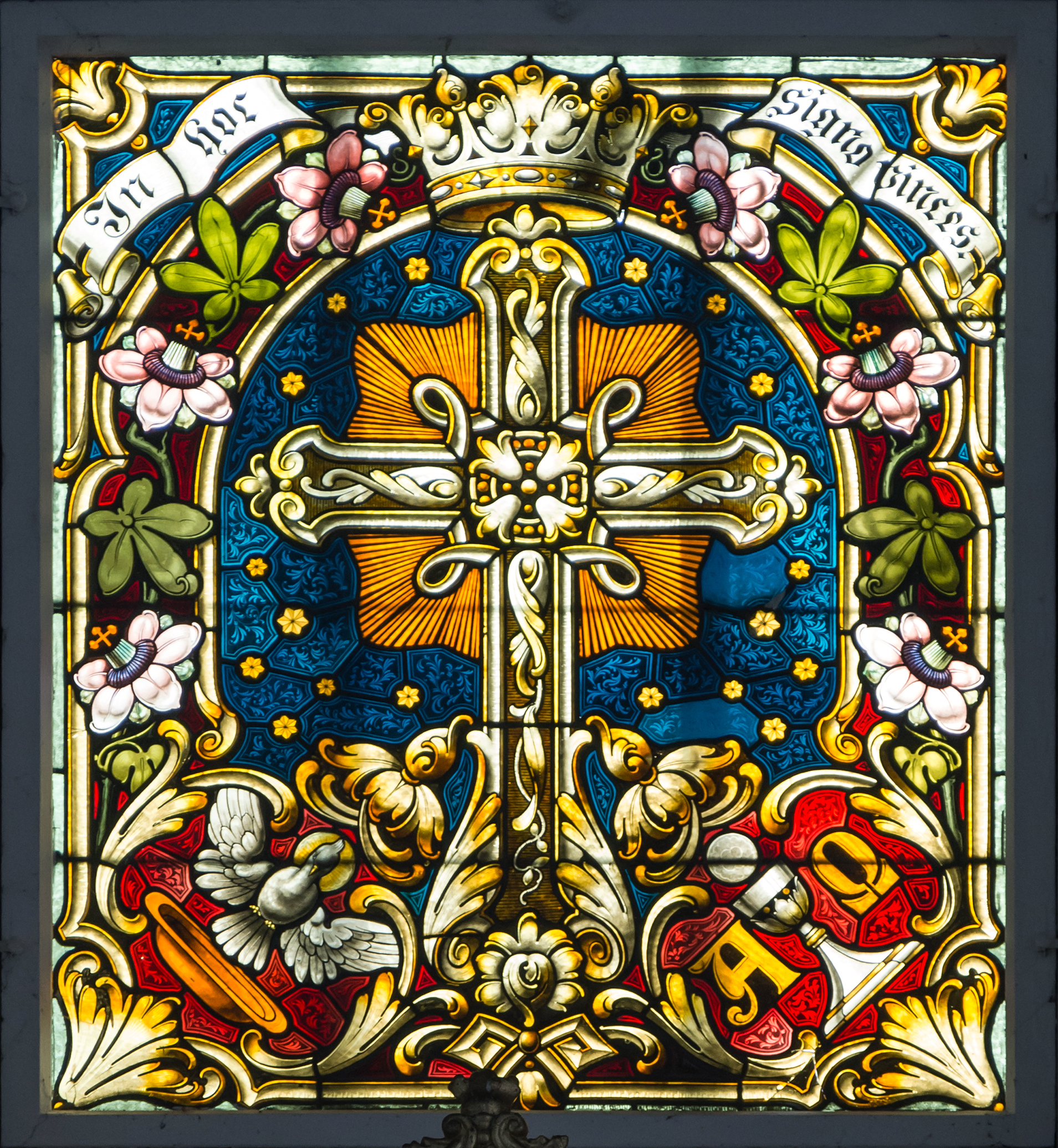
Witraż w kościele w Radomierzu
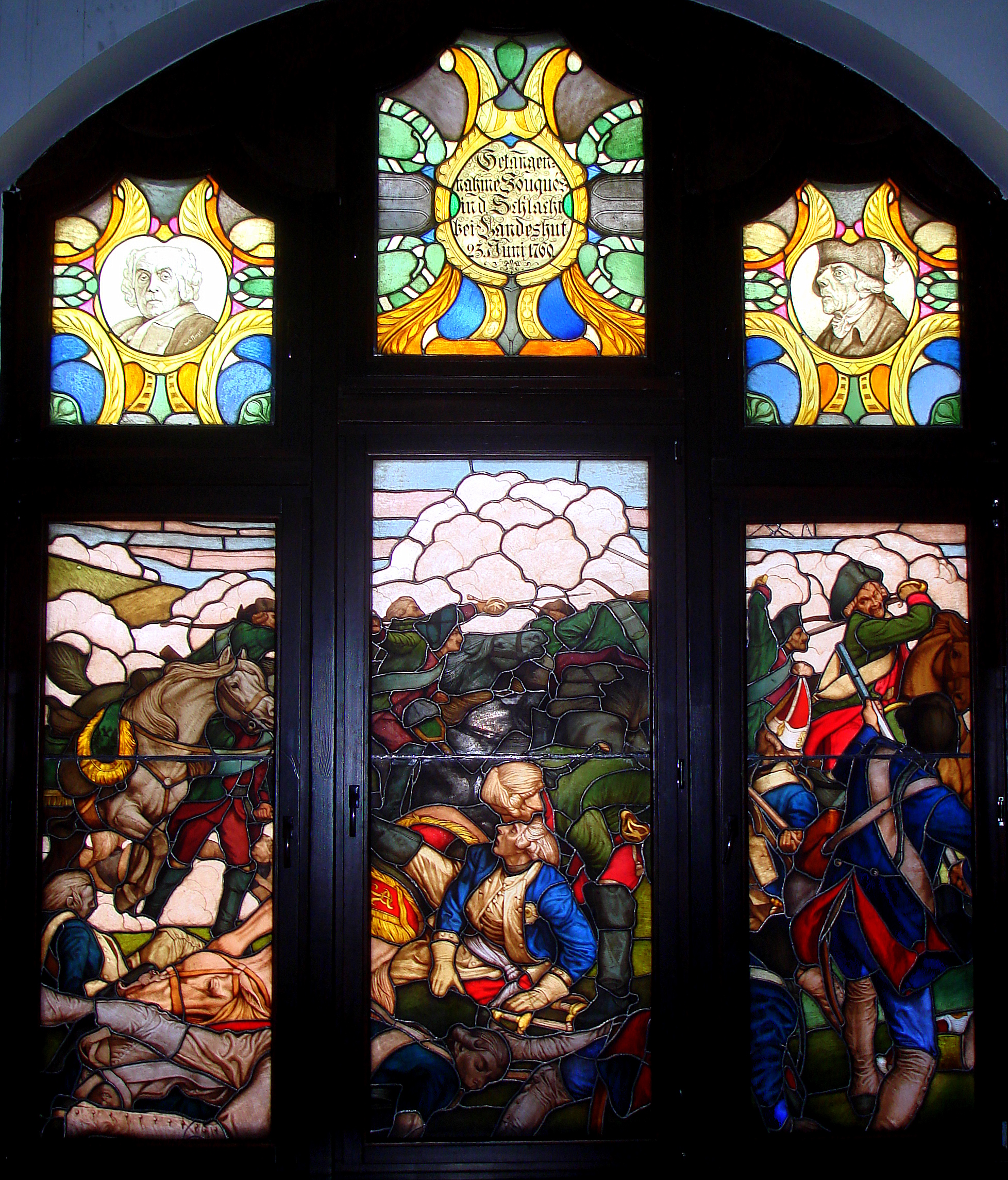
Witraż w ratuszu w Kamiennej Górze
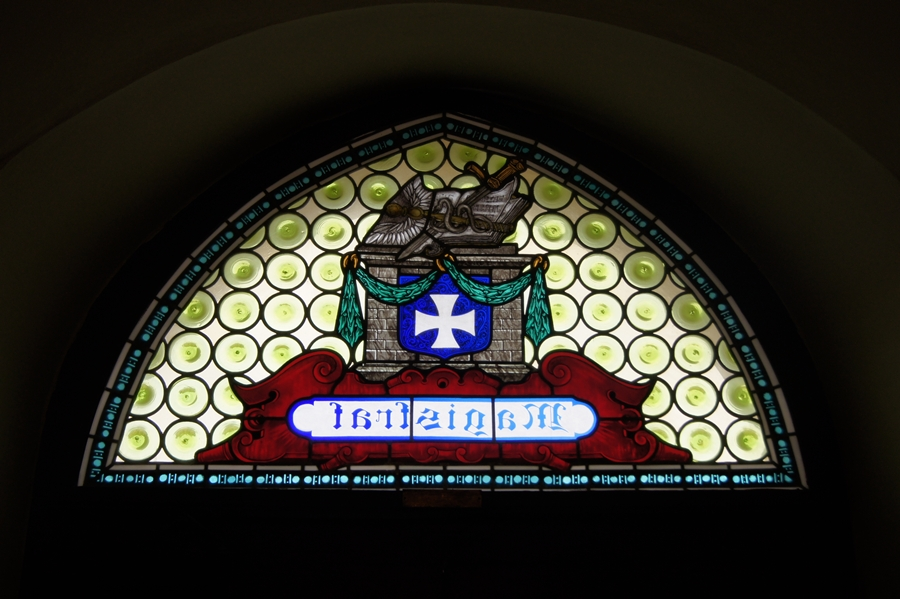
Witraż w ratuszu w Rzeszowie
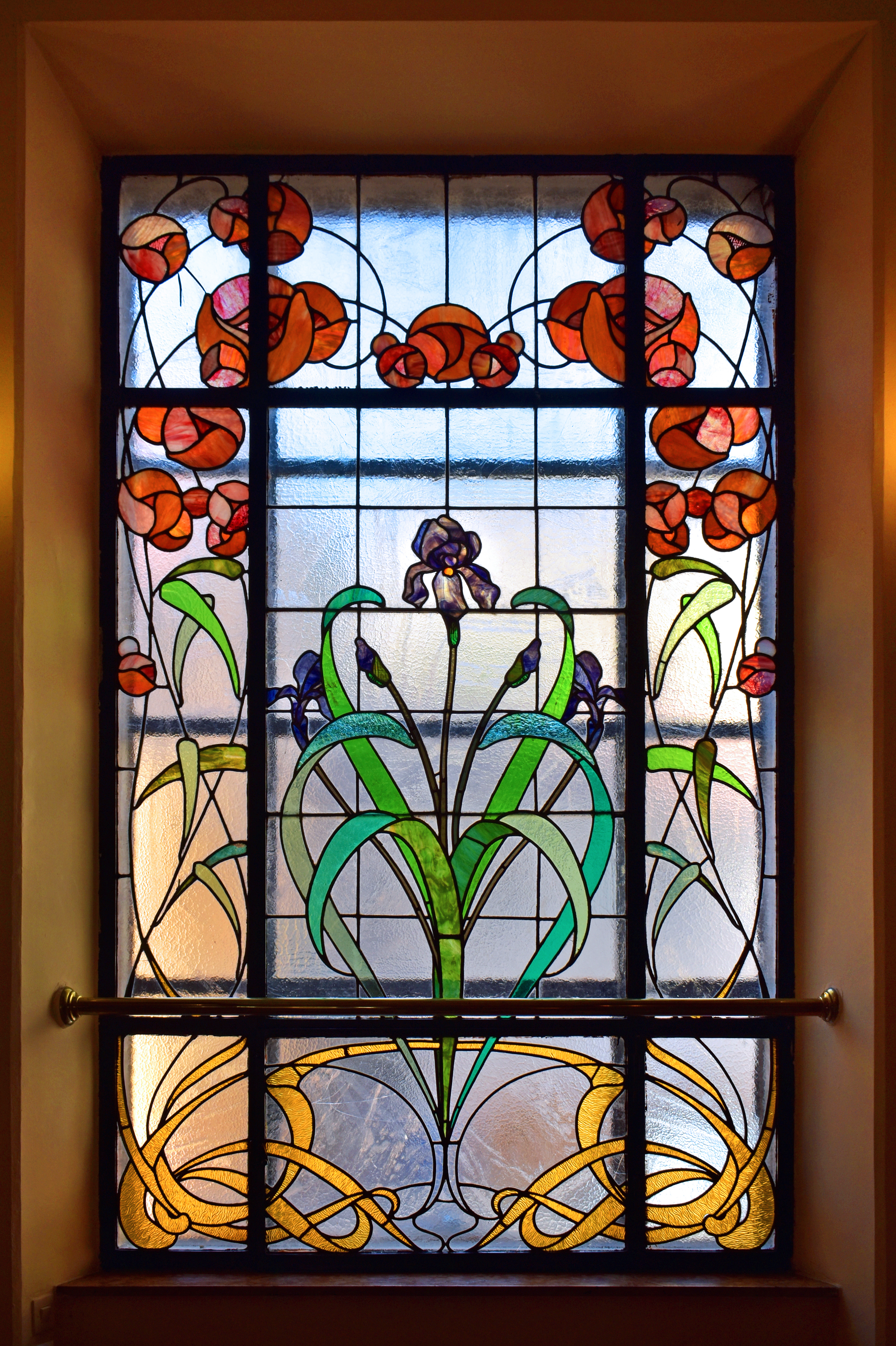
Secesyjny witraż projektu Stanisława Wyspiańskiego z początków XX wieku. Hotel Pollera w Krakowie.
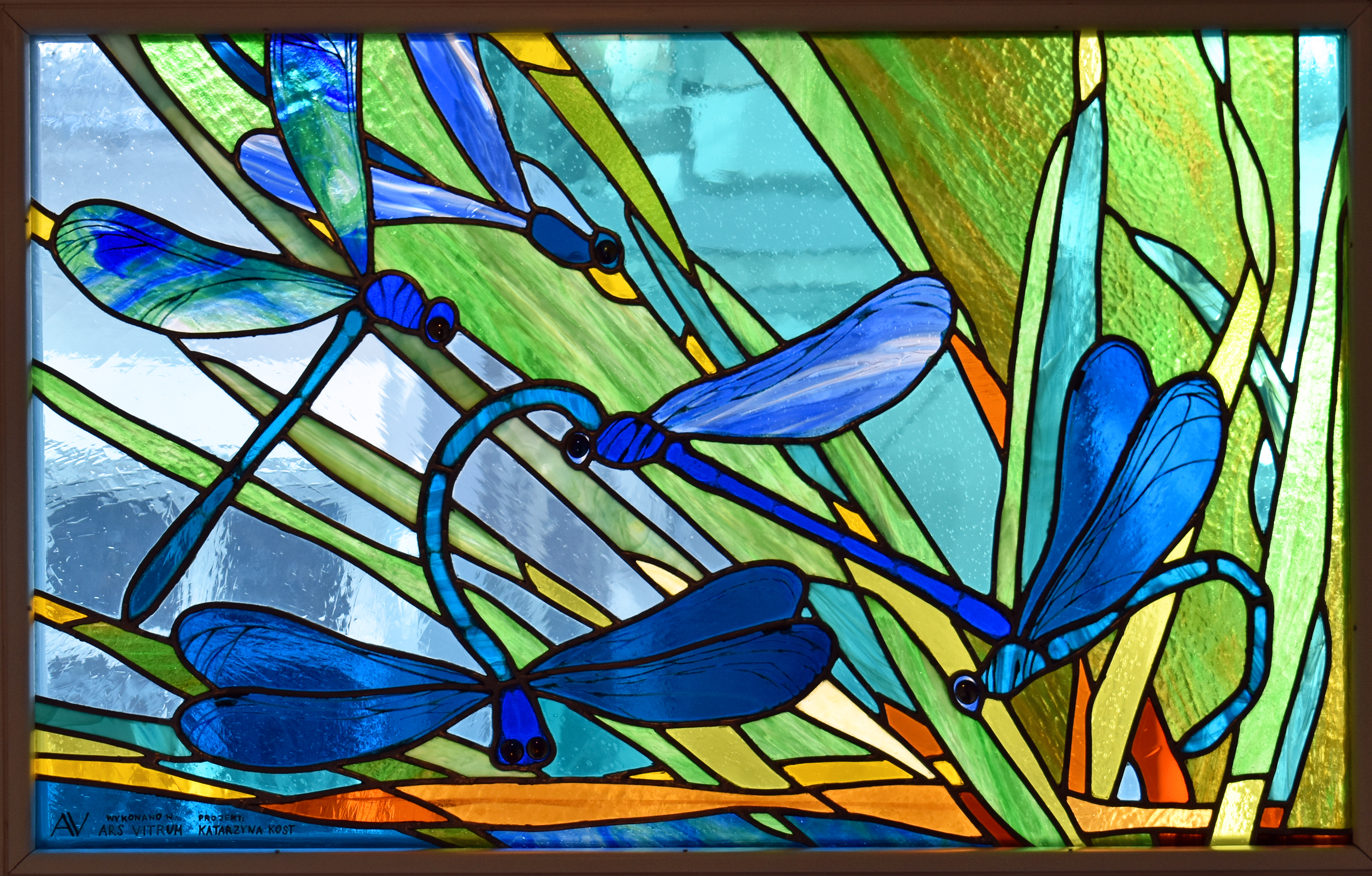
Współczesny witraż (ok. 2017) w secesyjnej kamienicy z 1905 roku. Kraków ul. Piłsudskiego 11.